# Juge international pour la composition échiquéenne
Le titre de Juge International pour la composition échiquéennes est décerné par la Commission permanente de la FIDE pour la composition échiquéenne aux personnes qui ont jugé plusieurs concours de problème d'échecs ou d'études d'échecs et qui sont considérées capables de juger au plus haut niveau.
Le titre a été décerné pour la première fois en 1956. Par le passé, un certain nombre de joueurs renommés ont également été juges internationaux pour la composition échiquéenne, comme Mikhail Botvinnik, Vasily Smyslov, David Bronstein, Paul Keres, Yuri Averbakh et Wolfgang Unzicker, mais actuellement le titre est généralement décerné à des problémistes inconnus en dehors du monde du problème d'échecs. De nombreux compositeurs de problèmes ou d'études sont également juges internationaux, comme Genrikh Kasparian.